# Macromia astarte
Macromia astarte är en trollsländeart som beskrevs av Maurits Anne Lieftinck 1971. Macromia astarte ingår i släktet Macromia och familjen skimmertrollsländor. Inga underarter finns listade i Catalogue of Life.